# 出雲路敬和
出雲路 敬和（いずもじ よしかず、1908年12月13日 - 1978年4月19日）は、神官、京都評論家。
京都市出身。出雲路信直の子孫。國學院大學文学部卒、立命館大学教授、成安女子短期大学学長。

## 編著書
- 『国歌君か代に就いて』私家版 1935
- 『『陸海軍軍人に賜はりたる勅諭』謹釈』中岡弥高校訂 桜橘書院 1940
- 『日本学に準拠した「戦陣訓」詳釈』桜橘書院 1941
- 『古楽の真髄 神祇と音楽国歌の精神』桜橘書院 1943
- 『白鳥ものがたり 美シイヨーロッパ童話』出雲路よしかず 民藝社 1947
- 『平和のめがみ 珍シイ・アメリカ童話』民芸社 1947
- 『ぼたん姫物語 珍らしいアジヤ童話』出雲路よしかず 民芸社 1948
- 『京都東西南北』編 大原写真工業社出版部 1961
- 『京都』保育社 カラーブックス 1962
- 『南山城』豊書房 フォト・ガイドブック 1964
- 『京都俳句散歩』大原久雄写真 豊書房 フォト・ガイドブック 1965
- 『京都ガイド』保育社 カラーブックス 1968
- 『京都』成美堂出版 旅のコーチシリーズ 1970
- 『新熊野観音寺千百五十年史』編著 今熊野観音寺 1972
- 『仁和寺史談』真言宗御室派総本山仁和寺 1973
- 『京都古社寺詳説 平安前期編』有峰書店 1974
- 『京都 古文化財細見記 附三大祭詳説』京都銀行協会 1975

### 共著
- 『京の西山』荻原真一,北川明共著 豊書房 フォト・ガイドブック 1964
- 『嵯峨野 その歴史と詩情』村山隅江共著 大原久雄写真 豊書房 フォト・ガイドブック 1964

### 校訂
- 藤原兼輔『ひらかな聖徳太子伝暦 出雲路八雲文庫本』編纂 桜橘書院 1943
- 山崎闇斎『日本書紀神代巻風葉集』編 伊藤書店 1944